# 黃陳小萍
黃陳小萍 PC（1948年6月30日—），加拿大華裔政治人物，聯邦保守黨黨員，2008年-21年間任職加拿大國會下議院議員，先後代表列治文選區和列治文中選區，並曾於保守黨執政期間從2011年-15年出任加拿大聯邦耆老事務國務部長，為聯邦内閣首位華裔女性成員。她在英屬香港出生，能說流利粤語、潮州話及英語，也能說普通話。從政前，她曾任教師和商人。

## 早期生涯
陳小萍生於英屬香港新界屯門的一個貧苦潮州人家庭，籍貫廣東汕頭潮南區陈店镇，家裡經營農場生意。但因為她自小勤學克苦，在沒有九年免費教育的1960年代，家人都願意付上昂貴學費助其升學，於是她順利入讀元朗公立中學，中五畢業後出來做事一年，再憑其會考成績考入葛量洪教育學院（今香港教育大學，教育學院前身），兩年後師範畢業後被派到元朗鄉議局中學任教。1973年，陳小萍到英國里兹大學深造一年，然後回港正式開始在師範教書。
陳小萍在中學時代已經和她現任丈夫黃以諾（是當時她的中學學長）交往，但因為黃以諾在1970年代中期已隨家人移民加拿大卑詩省的大温哥華地區，接下來的幾年他們彼此只能以書信來维繫感情。後來二人明白到黃以諾已經在加國生根，若果要繼續發展彼此感情，结婚同住是唯一的途徑，於是促成了陳小萍在1980年移民温哥華，並與黃以諾结婚。

## 加國生活
移民的決定，改變了黃陳小萍的生活。她由老師變成了商人；黃陳二人先後經營過一間中國餐館和兩間義大利薄餅店。後來黃陳小萍又以其早期留學英國的專業資格找到一份工作，在温哥華社區學院（VCC）任教英語為第二語言（ESL）的課程。同期，她早上在卑詩大學修讀教育學士課程，晚上在VCC教書，假日就回自己和丈夫的餐館幫忙，成為了三棲生活的大忙人。
她於1982年從卑詩大學取得教育學士學位，後繼續在該校修讀商業英語碩士，1985年取得教育碩士學位，1986年則在VCC擔任《商業東主發展》課程的導師。稍後黃陳兩夫婦成立了一間小型顧問公司，向有意創業的人士（尤其是新移民）提供專業意見。慢慢地，黃陳小萍在温哥華和列治文社區漸趨活躍以及為眾人所認識。
1988年，當黃陳小萍還在VCC教書的時候，她亦和當時的國泰電視（新時代電視前身）合辦英語教學節目，她在當地華人社區的知名度從此展開。之後，她先後服務過中僑互助會和温哥華的中華文化中心；又曾在加拿大中文電台AM1470擔任過客席時事評論員4年。由於她的潮州人身份，她會講流利潮州話，於是便成為了温哥華潮州會館的會董和潮州同鄉會的顧問。她於1993年取得卑詩大學博士學位，1998年起在昆特侖大學學院任教，後任職該校的國際項目經理。

## 從政
1990年代數次温哥華市議會選舉中，她也參與過助選活動。那時她覺得參政的層面還未夠，希望走到更前線，於是決定正式從政。她於2000年加入當時的加拿大聯盟，在同年聯邦大選中代表該黨出戰溫哥華京士威選區，但敗於同為華裔、尋求連任的加拿大聯邦自由黨候選人梁陳明任。加拿大聯盟與加拿大進步保守黨於2003年合併成加拿大聯邦保守黨，黃陳小萍也隨之成為保守黨黨員。
黃陳小萍於2004年第二次參選，在當年聯邦大選中代表保守黨改戰列治文選區，挑戰同為華裔、過去曾任該區國會議員的自由黨候選人陳卓愉，但再次落敗，而她也沒有參與2006年的聯邦大選。
在2008年聯邦大選中，她再次代表保守黨與尋求連任的陳卓愉於列治文選區交鋒，今次卻得嘗所願，以接近半數得票擊敗陳卓愉，贏得國會議員一職，並成為繼陳卓愉本人後列治文選區的第二位華裔國會議員。她在該屆國會中獲總理哈珀任命為多元文化事務國會秘書，在該範疇支援聯邦公民、移民及多元文化部長康尼。
黃陳小萍其後於2011年聯邦大選中取得25,000多票，擊敗取得8,000多票、代表自由黨的蘇立道，成功連任。同年5月18日，總理哈珀委任黃陳小萍為聯邦耆老事務國務部長，成為加拿大首位獲委任為内閣成員的華裔女性。
列治文選區於2015年聯邦大選改組成列治文中選區，黃陳小萍繼續在此選區尋求連任，今次只以400多票險勝自由黨候選人胡以鈞。保守黨在這次大選失去執政地位，黃陳小萍因此無緣續任内閣成員，但於同年11月獲保守黨臨時黨魁安布絲委入影子内閣，成為小型企業事務評議員。熙爾就任黨魁後則委派黃陳小萍出任影子耆老事務部長。
她於2019年聯邦大選以七千多票之差擊敗自由黨候選人寇鴻久，連任列治文中選區國會議員。然而奧圖爾於2020年接替熙爾出任黨魁後，未有在其影子内閣中起用黃陳小萍。
2021年聯邦大選，黃陳小萍以772票之差敗予自由黨候選人繆宗晏，其13年國會議員生涯遂告終結。

## 政治立場
2021年2月投票支持由保守党议员庄文浩发起的认定中国对维吾尔族种族灭绝的议案。